# Aparri
Aparri es un municipio filipino perteneciente a la provincia de Cagayán, en la región del Valle del Cagayán.

## Geografía
Tiene una superficie de 286.64 km². Parte del municipio se encuentra situado en la isla de Luzón, mientras que el resto corresponde a la isla Fuga y los islotes de Mabog y Barit, situados al oeste. Pertenecen al archipiélago Babuyan, situado entre el canal de Babuyán y las islas Batanes. El río Grande de Cagayán desemboca en el canal de Babuyán junto a la ciudad de Aparri, situada en su margen derecha.

## Historia
Hacia mediados del siglo XIX, el lugar, ya por entonces perteneciente a la provincia de Cagayán, tenía contabilizada una población de 5990 habitantes, repartidos en alrededor de 998 casas. Aparece descrito en el primer volumen del Diccionario geográfico, estadístico, histórico de las Islas Filipinas de Manuel Buzeta Núñez y Felipe Bravo con las siguientes palabras:

APARRI: pueblo con cura y gobernadorcillo, en la isla de Luzon, prov. de Cagayan, (cap. ó cabecera Tuguegarao, 15 ½ leg. N.) dioc. de Nueva-Segovia, sit. en los 125° 19' 30" long., 18° 23' 32" lat., á la orilla derecha del r. grande de Cagayan, ½ leg. de su desagüe en el mar. Combátenle los monzones y huracanes que reinan en el N. de la isla, y su clima es fresco y muy húmedo. Tiene como unas 998 casas en general de sencilla construccion, distinguiéndose como mas notables, la casa parroquial y la llamada tribunal: hay escuela de primeras letras dotada de los fondos de comunidad, é igl. parr. de buean fábrica servida por un cura regular. Llega á esta poblacion el camino que recorre de S. á N. todo el centro de la isla y en la misma se enlaza con el que sigue la parte litoral del O. Disfruta las grandes ventajas del caudaloso Cagayan y de la marina: para su seguridad contra las incursiones de los piratas, tiene una guradia ó Bantayan en la costa. Al lado opuesto del rio tuvo un asiento marítimo que ha formado la parte de la pobl. llamada hoy puerto de aparri (V.) Se comunica con este por medio del r., con el pueblo de Camalaniugan, que se halla 2 ½ leg. al S., y con el de Bugay á 2 leg. S. E., por buenos caminos, y recibe el correo semanal establecido en la isla. El term. confina por E. con el espresado Bugay; por S. con el mismo y Calamaniugan tambien nombrado, y por O. con Abulug (5 leg.) y Pamplona (5 ½ leg.) En sus montes se halla hermosa madera de construccíon, ébano, junquillo etc., abundantes canteras de yeso y piedra fina, mucha cera que depositan las abejas en los huecos de los troncos de los árboles y de las canteras, caza mayor y menor, como búfalos, javalíes, venados gallos, tórtolas etc. En el terreno reducido á cultivo son las mas notables prod., arroz, maiz, y sobre todo el tabaco. Los naturales son robustos, laboriosos y honrados, se ocupan en la agricultura, en la pesca y en el hilado y tejido de telas ordinarias. pobl. 5,990 alm., 1,451 trib., que importan 14,510 rs. plata, equivalentes á 36,275 rs. vn.
(Buzeta y Bravo, 1850, pp. 305-306)

Según A pronouncing gazetteer and geographical dictionary of the Philippine Islands, en 1896 tenía una población de 11 262 personas. En el censo de 2020, la población del municipio de Aparri ascendía a los 68 839 habitantes.

## Organización territorial
Aparri se divide administrativamente en 42 barangayes o barrios, 39 de  carácter rural y 3 urbanos.
| - Backiling - Bangag - Binalan - Bisagu - Bukig - Bulala Norte - Bulala Sur - Caagaman - Centro 1 (Pob.) - Centro 2 (Pob.) - Centro 3 (Pob.) - Centro 4 (Pob.) - Centro 5 (Pob.) - Centro 6 (Pob.) | - Centro 7 (Pob.) - Centro 8 (Pob.) - Centro 9 (Pob.) - Centro 10 (Pob.) - Centro 11 (Pob.) - Centro 12 (Pob.) - Centro 13 (Pob.) - Centro 14 (Pob.) - Centro 15 (Pob.) - Dodan - Isla Fuga - Gaddang - Linao - Mabanguc | - Macanaya (Pescaria) - Maura - Minanga - Navagan - Paddaya - Paruddun Norte - Paruddun Sur - Plaza - Punta - San Antonio - Sanja - Tallungan - Toran - Zinarag |